# Giuseppe Furino
Giuseppe Furino (Palermo, 1946. július 5. –) olasz labdarúgó, középpályás.

## Pályafutása

### Klubcsapatokban
1966 és 1968 között a Savona, 1968–69-ben a Palermo, 1969 és 1984 között a Juventus labdarúgója volt. A Juventus csapatával nyolc olasz bajnoki címet és két kupagyőzelmet ért el. Tagja volt az 1976–77-es idényben UEFA-kupa- és az 1983–84-es idényben KEK-győztes csapatnak.

### A válogatottban
1970 és 1974 között három alkalommal szerepelt az olasz válogatottban.  Az 1970-es mexikó világbajnokságon tagja volt az ezüstérmes csapatnak.

## Sikerei, díjai
Olaszország
- Világbajnokság
  - ezüstérmes: 1970, Mexikó

 Juventus
- Olasz bajnokság (Serie A)
  - bajnok (8): 1971–72, 1972–73, 1974–75, 1976–77, 1977–78, 1980–81, 1981–82, 1983–84
- Olasz kupa (Coppa Italia)
  - győztes (2): 1979, 1983
- Bajnokcsapatok Európa-kupája (BEK)
  - döntős (2): 1972–73, 1982–83
- Kupagyőztesek Európa-kupája (KEK)
  - győztes: 1983–84
- Vásárvárosok kupája (VVK)
  - döntős: 1970–71
- UEFA-kupa
  - győztes: 1976–77
- Interkontinentális kupa
  - döntős: 1973